# Semana del Bienestar
La Semana del Bienestar es un evento anual que incluye el segundo sábado de septiembre y se celebra desde 2011, fue proclamada por Organización Panamericana de la Salud en ese mismo año.

## Proclamación
La Semana del Bienestar fue proclamada en 2011 por la Organización Panamericana de la Salud (OPS), en el marco de la implementación de la Declaración Política de las Naciones Unidas sobre las Enfermedades No Transmisibles (ENT). Esta iniciativa nació con el objetivo de generar conciencia y movilizar a los sectores de la sociedad hacia la prevención y control de las ENT, que representan una de las principales amenazas para la salud pública en la Región de las Américas. La proclamación busca promover una acción intersectorial para la creación de entornos saludables, políticas públicas favorables a la salud y un movimiento social que abogue por el bienestar físico, mental y social, en concordancia con los Objetivos de Desarrollo Sostenible, particularmente el ODS 3.

## Celebración
Se celebra anualmente durante la semana que incluye el segundo sábado de septiembre, un evento que amplía el enfoque del Día del Bienestar en el Caribe. La primera celebración de la Semana del Bienestar tuvo lugar el 16 de septiembre de 2011 en Nueva York. Esta fecha fue elegida para alinearse con la atención internacional hacia la salud pública en ese período, en coincidencia con la Declaración sobre las ENT. Cada año, la Semana del Bienestar adopta un tema relacionado con la salud pública global, integrando cuestiones planteadas en el Día Mundial de la Salud. Las actividades típicas incluyen la organización de ferias de salud, eventos comunitarios, programas educativos en escuelas y universidades, y campañas de concienciación a nivel regional, que involucran a diversas partes interesadas, desde el sector público y privado hasta organizaciones de la sociedad civil.

## Temas
- 2012: Esta primavera comienza la con más salud [5]
- 2013: Fomento de los Entornos Saludables[6]
- 2014: Ponte bien, sigue bien[7]
- 2015: Parques saludables, gente saludable: Conectando la salud y la naturaleza[8]
- 2016: Todos por la salud ¡Apura el paso![9]
- 2017: Bienestar mental[10]
- 2018: Salud desde el escenario en Jamaica[11]
- 2019: Creando escuelas saludables[12]
- 2020: Juntos más fuertes[13]
- 2021: Construyendo comunidades con equidad[14]
- 2022: Nuestro barrio, nuestra salud[15]
- 2023: Los cuidados que necesitamos, los cuidados que queremos[3]
- 2024: Mayor cohesión social, mejor salud[16]